# 马志伟
马志伟（1952年10月—），满族，中华人民共和国政治人物、第十一届全国政协委员。
担任十一届全国政协常务委员、民革中央常委、青海省委主委。2008年，当选第十一届全国政协常务委员，代表中国国民党革命委员会，分入第三组。2018年1月，当选第十三届全国政协委员。

## 家庭
- 祖父 马占山，东北军将领，曾率部抗日，指挥了名震中外的江桥抗战。
- 父 马奎